# Gum 20
Gum 20, également connue sous le nom de RCW 36, est une nébuleuse en émission visible dans la constellation des Voiles,.
On l'observe dans la partie centrale de la constellation, à environ 2 ° WSW de l'étoile λ Velorum. On peut la photographier sans trop de difficulté à l'aide de filtres à travers un télescope de moyenne puissance. Sa déclinaison fortement méridionale signifie que depuis les régions du nord son observation est particulièrement difficile depuis la zone tempérée inférieure, tandis qu'au nord de 47 °N elle est toujours invisible. Depuis l'hémisphère sud, on peut cependant l'observer presque toutes les nuits de l'année. La meilleure période pour l'observer dans le ciel du soir est de décembre à mai.
Gum 20 fait partie du nuage moléculaire des Voiles, un système complexe de nuages moléculaires géants situé à une distance de 700 à 1 000 parsecs (2 300 à 3 300 années-lumière) du système solaire. La nébuleuse Gum 20 est associée au nuage C de ce complexe.
Au sein de la nébuleuse, des phénomènes de formation d'étoiles sont actifs, provoqués, selon certains modèles dynamiques, par la collision entre deux nuages moléculaires plus petits situés au sein du grand nuage G265.1+1.5. L'existence de tels phénomènes dans Gum 20 est mise en évidence par la présence d'un jeune amas complètement obscurci par le gaz et visible uniquement dans l'infrarouge. Cet objet est catalogué sous l'acronyme RCW 36 IR (ou également IRS 34 ou [BDB2003] G265.14+01.45), et est formé de plus de 350 composants stellaires concentrés dans un peu plus d'une minute d'arc de diamètre, soit l'équivalent de seulement 1,5 parsecs. Il s’agit de l’un des amas ouverts en formation les plus concentrés connus à moins de 1 000 parsecs du Soleil. Parmi ses composants, on trouve plusieurs étoiles de grande masse, principalement concentrées au centre de l'amas, qui présente donc une ségrégation de masse. L'âge estimé de cet objet est d'environ 2 à 3 millions d'années. Parmi ses composants les plus massifs et les plus lumineux, il y en a deux, situés vers son centre, qui ont été considérés comme les sources les plus probables d'ionisation des gaz de toute la nébuleuse.